# ساریق-ساگات (شهرستان تاق‌تاگل)
ساریق-ساگات (به لاتین: Sary-Sögöt) یک روستا در قرقیزستان است که در شهرستان تاق‌تاگل واقع شده‌است. ساریق-ساگات ۲٬۱۷۳ نفر جمعیت دارد و ۱٬۵۰۸ متر بالاتر از سطح دریا واقع شده‌است.